# پاناسونیک لومیکس دی‌ام‌سی-ال۱
پاناسونیک لومیکس دی‌ام‌سی-ال۱ (به انگلیسی: Panasonic Lumix DMC-L1) یک دوربین عکاسی ساخت شرکت پاناسونیک است.